# Armas, Germes e Aço - Os Destinos das Sociedades Humanas
Guns, Germs, and Steel: The Fates of Human Societies (no Brasil: Armas, Germes e Aço: Os Destinos Das Sociedades Humanas, 2001) é um livro de não ficção de Jared Diamond, professor de geografia na Universidade da Califórnia em Los Angeles (UCLA). Em 1998, a obra recebeu o Prêmio Pulitzer e o Prêmio Aventis de melhor livro científico. Um filme documentário baseado no livro foi produzido pela National Geographic Society e transmitido em julho de 2005.

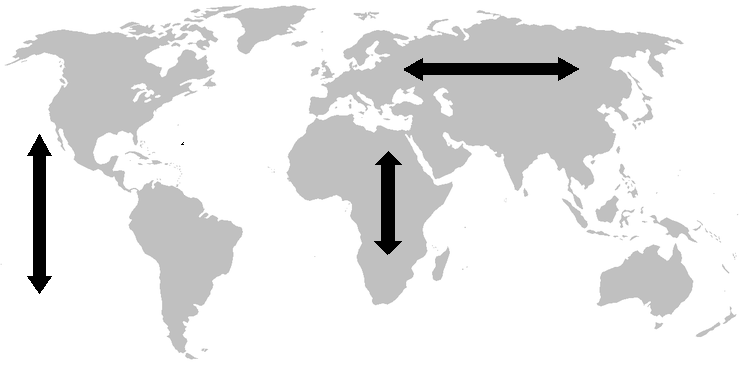
Eixos continentais de acordo com o livro

Segundo o autor, um título alternativo teria sido A short history about everyone for the last 13,000 years.1 Mas o livro não é simplesmente um relato do passado; ele tenta explicar por que a civilização da Eurásia, como um todo, sobreviveu e conquistou outras civilizações, ao mesmo tempo que refuta a crença de que a hegemonia eurasiana seria devida a alguma forma de superioridade intelectual ou moral.
A argumentação de Diamond parte da pergunta de um papua, Yali, sobre por que o ocidente produz muita "carga", conceito qual Diamond interpreta como produção de bens materiais. Porém esta interpretação de Diamond para a expressão papua "carga" está errada, como podemos ver no livro 'A invenção da cultura', de Roy Wagner, escrito 30 anos antes. Diamond cai, justamente, em um erro alertado por Wagner de, ao associar "carga" com cultura material, ver os nativos como "parentes empobrecidos implorando por um óbolo transistorizado". Diamond argumenta que as diferenças de poder e tecnologia entre as sociedades humanas não refletem diferenças culturais ou raciais, mas sim são causadas por diferenças ambientais amplificadas por diversas retroalimentações positivas. Ele também sustenta a tese de que sociedades com excedentes alimentares e altos ou médios graus de interação com elementos externos são mais aptas a encorajar indivíduos extraordinários a perceber e usar seu potencial e também a adotar novas invenções. O autor é acusado de ser determinista geográfico. Todavia, em nenhum momento do livro Jared Diamond diz que a geografia influencia a personalidade e molda o caráter dos seres humanos.